# Щуровская волость (Изюмский уезд)
Щуровская во́лость — историческая административно-территориальная единица Изюмского уезда Харьковской губернии с волостным правлением в селе Щурово.
По состоянию на 1885 год состояла из 10 поселений, 8 сельских общин. Население — 1788 человек (875 человек мужского пола и 913 — женского), 293 дворовых хозяйства.
|                       | Площадь | В т.ч. пахотной |
| --------------------- | ------- | --------------- |
| Сельских общин        | 1346    | 1157            |
| Частной собственности | 5323    | 1286            |
| Другой собственности  | 33      | 33              |
| В целом               | 6702    | 2476            |

Основные поселения волости:
- Щурово - бывшее владельческое село при реке Северском Донце в 50 верстах от уездного города Изюма. В селе волостное правление, 110 дворов, 639 жителей, православная церковь. В 7 верстах салотопительный завод.

Храмы волости:
- Рождество-Богородичная церковь в селе Щурово.